# Чиркова, Надежда Николаевна

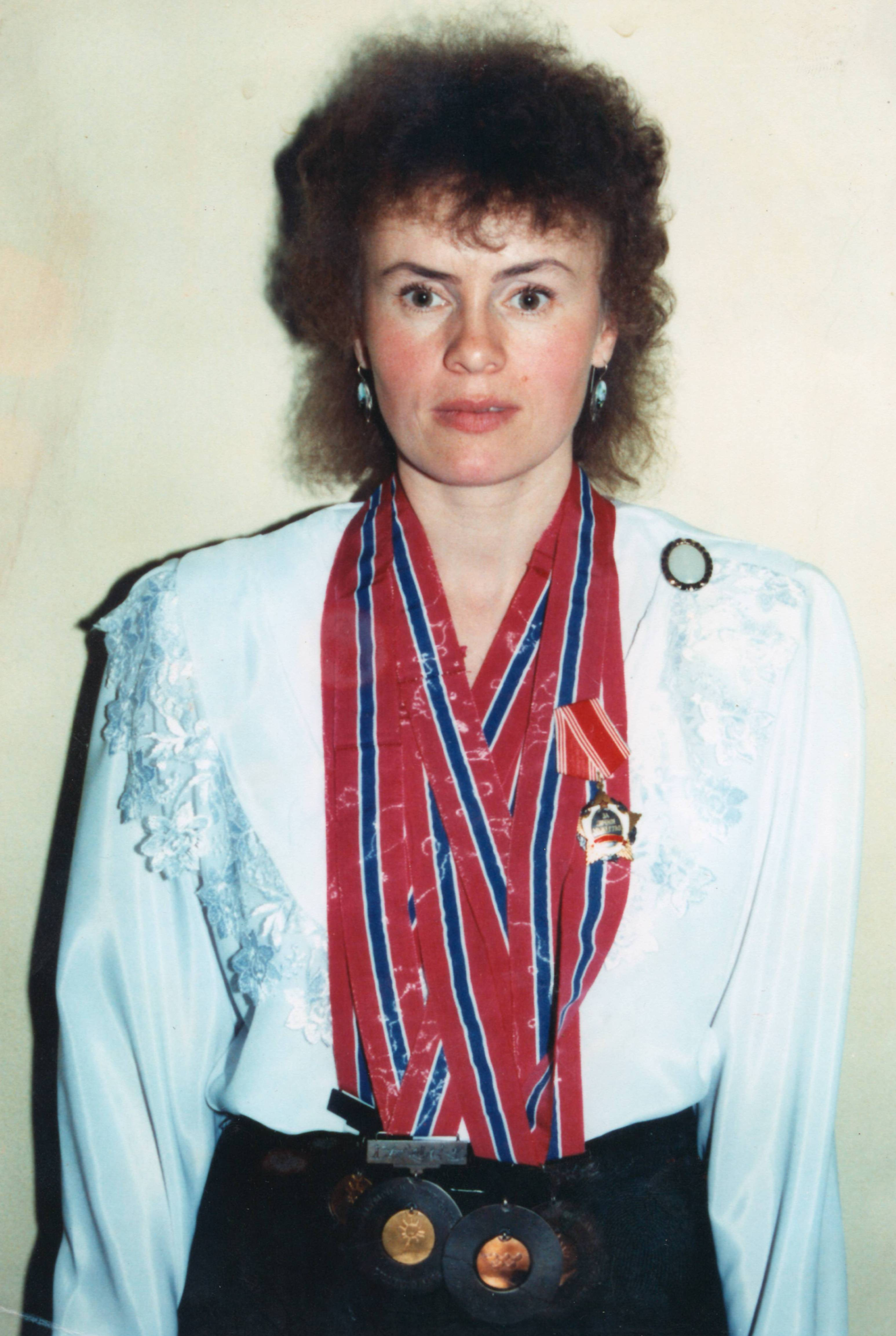

Наде́жда Никола́евна Чирко́ва — российская лыжница, трёхкратная паралимпийская чемпионка, двукратный бронзовый призёр Паралимпийских игр 1994, чемпионка мира, шестикратная чемпионка Европы, многократная чемпионка России. Мастер спорта России международного класса по лыжным гонкам среди спортсменов с нарушением зрения.

## Награды
- Орден «За личное мужество» (1994).
- Мастер спорта международного класса.
- Победительница фестиваля «Женщины Перми — 2002», номинация — «Жизнь в спорте»[1].